# Kulltorps församling
Kulltorps församling är en församling i Östbo-Västbo kontrakt i Växjö stift i Svenska kyrkan. Församlingen ingår i Bredaryds pastorat.
Församlingen ingår sedan 1952 i två kommuner, nu Gnosjö kommun och Värnamo kommun, båda i Jönköpings län och hade därför före 2020 två församlingskoder, en per kommun (061704 för delen i Gnosjö kommun och 068303 för delen i Värnamo kommun). Före 1971 låg församlingsdelarna i Gnosjö landskommun (kod 061704) respektive Bredaryds landskommun (kod 062402).
Församlingens kyrka heter Kulltorps kyrka.

## Administrativ historik
Församlingen har medeltida ursprung.
Församlingen var till 1551 moderförsamling i pastoratet Kulltorp, Gnosjö, Åsenhöga och Källeryd, från 1551 till 1962 moderförsamling i pastoratet Kulltorp och Gnosjö. Från 1962 är församlingen annexförsamling i pastoratet Bredaryd och Kulltorp.